# Liolaemus gracilis
La lagartija grácil (Liolaemus gracilis) es una especie de lagarto liolaémido del género Liolaemus. Este saurio habita en el centro de la Argentina.

## Distribución y costumbres
Es un saurio endémico de la Argentina, distribuido por el norte desde Catamarca y La Rioja, Mendoza, San Luis, La Pampa, el sur y sudeste de la provincia de Buenos Aires y Río Negro en la zona central de la república hasta Chubut y Santa Cruz en la Patagonia.
Es un saurio de ambientes saxícolas o arenosos. Es de hábitos diurnos; ante el peligro, busca refugio bajo las rocas o en la base de los arbustos. Su dieta se compone de pequeños insectos y arañas. 
Conservación
En una clasificación del año 2012 esta lagartija fue categorizada como "No Amenazada", en razón de poseer una geonemia amplia no afectada por grandes amenazas.

## Taxonomía y características
Liolaemus gracilis fue descrita originalmente en el año 1843 por el zoólogo inglés Thomas Bell, bajo el nombre científico de Proctotretus gracilis.
Localidad tipo
La localidad tipo es: “Puerto Deseado, Santa Cruz, Argentina”.
Ejemplar tipo
El ejemplar holotipo es el asignado con el código BMNH xxii.78a (renumerado 1946.8.5.70). Fue coleccionado por Charles Darwin, quien también colectó la especie en cercanías de la actual Bahía Blanca.
Etimología
Etimológicamente el término genérico Liolaemus se origina en dos palabras del idioma griego, lio que significa ‘liso’ y laemus (de laimos) que se traduce como ‘garganta’. El nombre específico gracilis refiere a las características morfológicas esbeltas.

## Características
Liolaemus gracilis es un lagarto de conformación esbelta y pequeño, con longitudes totales de 68 mm.
Posee una única y medial escama interorbital —azygos—; entre las infraorbitales y las supralabiales exhibe una hilera de escamas; el oído proyecta 2 o 3 escamas en su borde; el sector preanal posee 4 poros; la proporción de la longitud de la cabeza más el tronco es dos veces menor que el largo de la cola; alrededor del tronco posee entre 35 y 45 escamas, las que son mayores en el sector central del dorso con respecto a las dorso-laterales. Las carenas de las dorsales crean líneas rectas, continuas, dorsolateralmente muestra un par de líneas claras.
Especies similares
Anteriormente poblaciones serranas del sistema de Tandilia eran asignadas a Liolaemus gracilis, hasta que en el 2008 fueron separadas en una especie propia: Liolaemus tandiliensis, de hábitos saxícolas, diferente a la verdadera L. gracilis que habita en los cordones arenícolas que bordean la costa marítima próxima.
Puede diferenciarse de L. tandiliensis por el patrón cromático al tener las bandas dorsolaterales claras siempre presentes y bien visibles, por tener una delgada línea negra que las bordea, por no tener manchas paravertebrales segmentarias y de tamaño pequeño y por no exhibir en la garganta manchas finas difusas y densas. En cuanto a las diferencias morfológicas, L. gracilis  presenta la escama auricular más diferenciada y las escamas temporales no quilladas. Además, posee una menor longitud entre hocico y cloaca, tiene la cabeza más angosta, el sector medio del cuerpo más grueso y la cola más larga.